# 狭叶五味子
狭叶五味子（学名：Schisandra lancifolia），为五味子科五味子属下的一个植物种。